# Anisopodus elongatus
Anisopodus elongatus là một loài bọ cánh cứng trong họ Cerambycidae.